# Joseph Décembre
Joseph Décembre, dit Décembre-Alonnier, né le 21 novembre 1836 à Metz et mort le 7 septembre 1906 à Paris, est un écrivain, historiographe et franc-maçon français.

## Biographie
Apprenti compositeur dans sa ville natale, il s'installe à Paris à 19 ans. Il est embauché comme ouvrier compositeur chez Allard, puis au même poste chez Dupray de la Mahérie où il évolue en tant que chef d’atelier puis de l’imprimerie et plus tard directeur de la librairie Dupray.
Il est l'auteur d'un certain nombre de traités ou de dictionnaires, publiés en collaboration avec son beau père Edmond Alonnier, sous le nom collectif de Décembre-Alonnier et souvent confondus avec une seule et unique personne.

### Franc-maçonnerie
Joseph Décembre est initié en franc-maçonnerie au Grand Orient de France en 1867, à Dreux, au sein de la loge « La Franche union ». Il s'affilie ensuite à une loge parisienne de cette même obédience, en 1870, la loge « Les Zélés Philanthropes ». Il prend la présidence de cette loge en 1871, il est réélu à ce poste jusqu'en 1887. Élu conseiller de l'ordre de 1871 à 1874, il tient l'office d'orateur durant le convent de 1873.
Reçu au 33e degré du Rite écossais ancien et accepté et membre du Suprême Conseil en 1886, il fait partie de la commission Amiable, chargée de la révision des rituels. En 1899 il confère ce grade terminal au docteur Georges Martin, fondateur du « Droit humain », lui permettant ainsi de créer le suprême conseil de cette obédience.

## Œuvres
- La Bohème littéraire

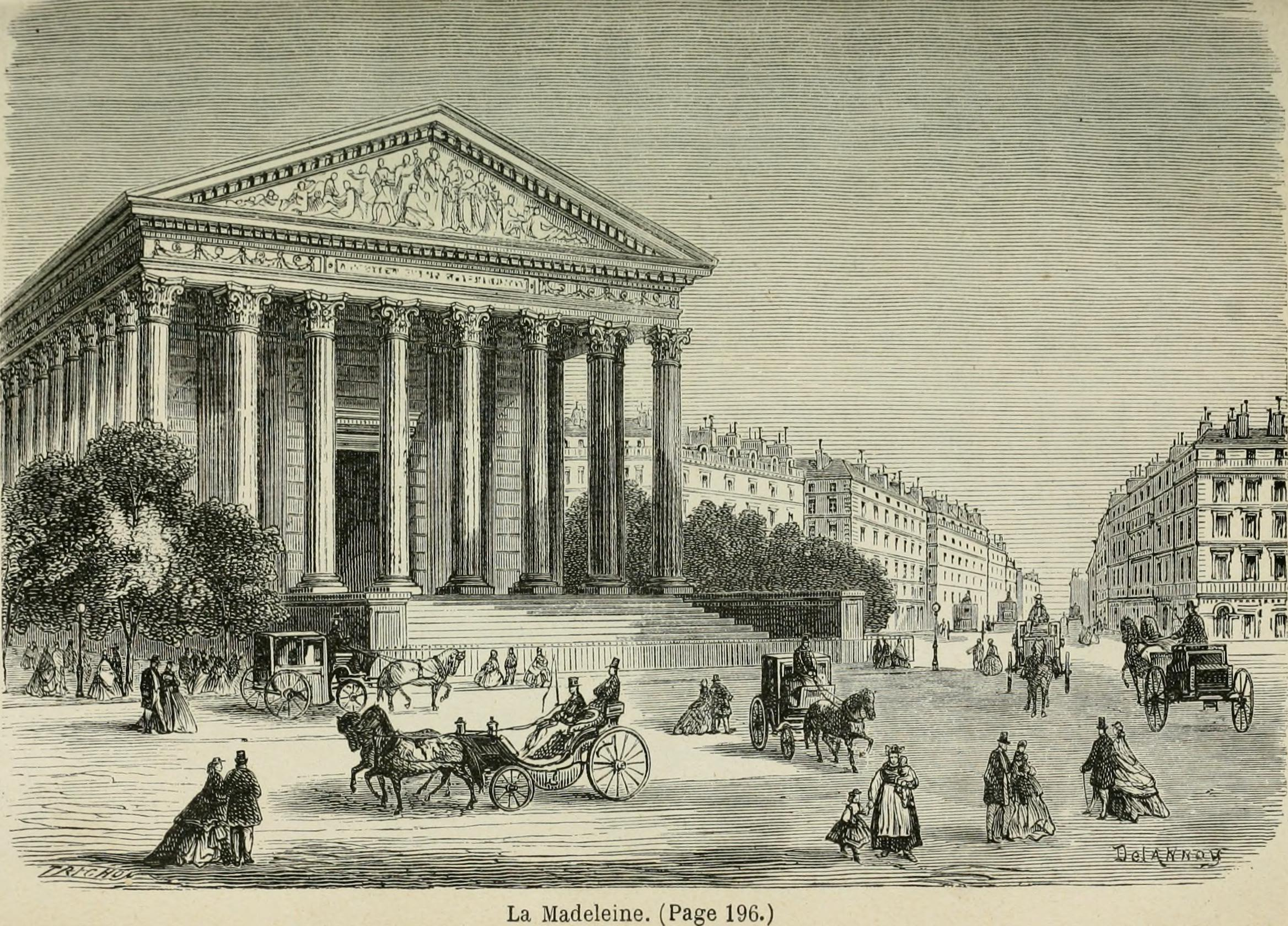
Les merveilles du nouveau Paris (1867)

- Typographie et gens de lettres, 1864
- Journal général de l'imprimerie et de la librairie
- Dictionnaire populaire illustré d'histoire, de géographie, de biographie, de technologie, de mythologie, d'antiquités, des beaux-arts et de littérature, 1864.
- Dictionnaire de la Révolution française, 1789-1799, 1866, 1868
- Les merveilles du nouveau Paris, 1867.
- Histoire des conseils de guerre de 1852, 1869
- Le coup d'état du 2 décembre 1851, 1868